# Весна Бајкуша
Весна Бајкуша (рођена 21. маја 1970. године у Сарајеву) је некадашња југословенска и босанскохерцеговачка кошаркашица, а сада кошаркашки тренер. Играла је на позицији бека и била је члан женске кошаркашке репрезентације Југославије и Босне и Херцеговине.

## Каријера
Кошарком је почела да се бави 1983. године на наговор другарице из школе Дубравке Миљановић, отишавши у клуб Босна. Међутим у Босни је била свега два тренинга, након чега је новинарка Љенка Бјелић одводи у Железничар. За сениорски тим Железничара је први пут наступила већ са 15 година, и ту је провела већи део своје каријере. Били су у врху тадашњег Југословенског првенства борећи се са Јединством, Елемесом, Црвеном звездом и Јежицама.

### Репрезенатција
Била је стандардан члан репрезентације Југославије на неколико такмичења. Свакако је најзначајније освајање сребрне медаље на Олимпијским играма у Сеулу 1988. године. Освојила је још две сребрне медаље на Светском првеснтву 1990. као и Европском 1991. године. Након распада Југославије играла је за репрезентацију Босне и Херцеговине са којом је освојила златну медаљу на Медитеранским играма 1993. године.

### Тренерска каријера
Након завршетка играчке наставила је да ради у кошарци. Била је селектор репрезентације Босне и Херцеговине од 2009. године. Тренутно је спортски директор Плеј-офа из Сарајева.